# Cristales rotos
Cristales rotos (Broken Glass en su título original) es una obra de teatro del dramaturgo estadounidense Arthur Miller, estrenada en 1994. 

## Argumento
Ambientada en el Nueva York de 1938, recrea la historia Phillip y Sylvia Gellburg un matrimonio judío. Phillip trabaja en un banco de Wall Street. Sylvia repentinamente queda paralizada de cintura hacia abajo ante las noticias de Berlín y la noche de los cristales rotos. El Dr. Hyman, con quien han contactado, considera que la parálisis de  Sylvia es de origen psicosomático, y como tal comienza a tratarla, pese a no ser psiquiatra. A lo largo de la función, el médico llega a conocer los problemas por los que Sylvia atraviesa en su vida personal y en concreto en su matrimonio. Tras sufrir un ataque cardíaco por una discusión con su jefe, Philip, a punto de morir se sincera con su esposa en cuanto a los sentimientos de ambos, pidiendo en último término perdón. Sylvia finalmente se recupera.

## Personajes
- Sylvia Gellburg
- Phillip Gellburg, Marido de Sylvia
- Dr. Harry Hyman, Médico de Sylvia Gellburg
- Margaret Hyman, Esposa del Dr. Hyman
- Harriet, Hermana de Sylvia
- Stanton Case, Empleado de Phillip

## Representaciones destacadas
La obra se estrenó en el Long Wharf Theatre, New Haven (Connecticut), para pasar seguidamente, desde el 24 de abril de 1994, al Booth Theatre de Broadway (Nueva York). Dirigida por John Tillinger e interpretada por Amy Irving, Ron Rifkin, David Dukes, Frances Conroy, Lauren Klein y George N. Martin.
En agosto también de 1994 se representó en Londres, con dirección de David Thacker y contando en el reparto con Henry Goodman, Sally Edwards, Ken Stott, Julia Swift, Margot Leicester y Ed Bishop.
Estrenada en España un año después de su estreno mundial, con dirección de Pilar Miró e interpretada por José Sacristán, Magüi Mira, Pep Munné, Marta Calvó, Amparo Pascual, Antonio Canal y Malik Yaqub
En 1995 hicieron la versión argentina dirigida por Carlos Rivas, protagonizada por Arturo Puig, Selva Alemán, Rodolfo Ranni, Lucrecia Capello, Maurice Jouvet, Mercedes Morán y Antonio Grimau.